# Copa Tigre 2002
La Copa Tigre 2002 fue la cuarta edición del Campeonato de Fútbol de la ASEAN, se realizó entre el 15 y el 29 de diciembre de 2002, en Indonesia y Singapur.
En esta edición participaron nueve selecciones integrantes de la ASEAN, (naciones del Sudeste Asiático) por aquel entonces, a saber Indonesia, Vietnam, Birmania, Laos, Camboya, Tailandia, Malasia, Singapur y Filipinas. Brunei no participó.
El torneo se celebró con los nueve equipos divididos en dos grupos, uno de cuatro y otro de cinco con sistema de liga a partido único, los dos primeros de cada grupo disputarían las semifinales del torneo.

## Estadios sedes
| Jakarta                   | Jakarta             | Singapur          | Singapur         |
| ------------------------- | ------------------- | ----------------- | ---------------- |
| Gelora Bung Karno Stadium | Lebak Bulus Stadium | National Stadium  | Bishan Stadium   |
| Capacidad: 110,000        | Capacidad: 12,500   | Capacidad: 55,000 | Capacidad: 3,500 |
|                           |                     |                   |                  |

## Fase de grupos

### Grupo A
| Equipo    | PJ | PG | PE | PP | GF | GC | Dif | Pts |
| --------- | -- | -- | -- | -- | -- | -- | --- | --- |
| Vietnam   | 4  | 3  | 1  | 0  | 19 | 7  | +12 | 10  |
| Indonesia | 4  | 2  | 2  | 0  | 19 | 5  | +14 | 8   |
| Birmania  | 4  | 2  | 1  | 1  | 13 | 5  | +8  | 7   |
| Camboya   | 4  | 1  | 0  | 3  | 5  | 18 | −13 | 3   |
| Filipinas | 4  | 0  | 0  | 4  | 3  | 24 | −21 | 0   |

| 15 de diciembre de 2002, 17:05 | Indonesia | 0 – 0 | Birmania | Estadio Gelora Bung Karno, Yakarta                                        |  |
|                                |           |       |          | Asistencia: 40,000 espectadores Árbitro(s): Abdulhameed Ibrahim (Bahrain) |  |

| 15 de diciembre de 2002, 19:35 | Vietnam | 9 – 2 | Camboya                      | Estadio Gelora Bung Karno, Yakarta         |                                            |
|                                | H. H. Sơn 11' · T. T. Giang 16' 40' · N. Q. Trung 24' · L. H. Đức 63' 80' · N. M. Phương 75' · T. X. Thành 88' · P. V. Quyến 90' |       | Sochetra 30' · Kanyanith 58' | Árbitro(s): Santhan Nagalingham (Singapur) | Árbitro(s): Santhan Nagalingham (Singapur) |

| 17 de diciembre de 2002, 16:05 | Filipinas    | 1 – 6 | Birmania                                                                              | Estadio Gelora Bung Karno, Yakarta            |                                               |
|                                | González 81' |       | A. K. Moe 18' 52' · Zaw Htaik 35' · S. L. Tun 45' · Zaw Zaw 56' · T. N. Tun Thein 63' | Árbitro(s): Subkhiddin Mohd Salleh (Malaysia) | Árbitro(s): Subkhiddin Mohd Salleh (Malaysia) |

| 17 de diciembre de 2002, 18:35 | Indonesia                        | 4 – 2 | Camboya          | Estadio Gelora Bung Karno, Yakarta                                        |                                                                           |
|                                | Zaenal 35' · Bambang 58' 79' 80' |       | Sochetra 15' 45' | Asistencia: 20,000 espectadores Árbitro(s): Khanthachai Virat (Tailandia) | Asistencia: 20,000 espectadores Árbitro(s): Khanthachai Virat (Tailandia) |

| 19 de diciembre de 2002, 16:05 | Birmania                                                            | 5 – 0 | Camboya | Estadio Gelora Bung Karno, Yakarta        |                                           |
|                                | Zaw Zaw 47' · Lwin Oo 57' 77' · Zaw Htaik 69' · T. N. Tun Thein 83' |       |         | Árbitro(s): Abdulhameed Ibrahim (Bahrain) | Árbitro(s): Abdulhameed Ibrahim (Bahrain) |

| 19 de diciembre de 2002, 18:35 | Vietnam                                      | 4 – 1 | Filipinas  | Estadio Gelora Bung Karno, Yakarta         |                                            |
|                                | H. H. Sơn 60' 72' · L. H. Đức 68' (pen.) 79' |       | Cañedo 71' | Árbitro(s): Santhan Nagalingham (Singapur) | Árbitro(s): Santhan Nagalingham (Singapur) |

| 21 de diciembre de 2002, 16:05 | Camboya       | 1 – 0 | Filipinas | Estadio Gelora Bung Karno, Yakarta       |                                          |
|                                | Kanyanith 90' |       |           | Árbitro(s): Jimmy Napitupulu (Indonesia) | Árbitro(s): Jimmy Napitupulu (Indonesia) |

| 21 de diciembre de 2002, 18:35 | Indonesia             | 2 – 2 | Vietnam                          | Estadio Gelora Bung Karno, Yakarta                                            |                                                                               |
|                                | Budi 12' · Zaenal 83' |       | P. V. Tài Em 53' · L. H. Đức 59' | Asistencia: 30,000 espectadores Árbitro(s): Subkhiddin Mohd Salleh (Malaysia) | Asistencia: 30,000 espectadores Árbitro(s): Subkhiddin Mohd Salleh (Malaysia) |

| 23 de diciembre de 2002, 18:35 | Birmania                    | 2 – 4 | Vietnam                                                    | Lebak Bulus Stadium, Yakarta               |                                            |
|                                | Lwin Oo 30' · Htay Aung 80' |       | T. X. Thành 38' · Đ. P. Nam 48' 66' · L. H. Đức 72' (pen.) | Árbitro(s): Santhan Nagalingham (Singapur) | Árbitro(s): Santhan Nagalingham (Singapur) |

| 23 de diciembre de 2002, 18:35 | Indonesia | 13 – 1 | Filipinas | Estadio Gelora Bung Karno, Yakarta        |                                           |
|                                | Bambang 1' 29' 35' 82' · Zaenal 6' 38' 41' 57' · Budi 16' · Sugiantoro 55' 75' · Imran 81' · Licuanan 88' (o.g.) |        | Go 78'    | Árbitro(s): Khanthachai Virat (Tailandia) | Árbitro(s): Khanthachai Virat (Tailandia) |

### Grupo B
| Equipo    | PJ | PG | PE | PP | GF | GC | Dif | Pts |
| --------- | -- | -- | -- | -- | -- | -- | --- | --- |
| Malasia   | 3  | 2  | 1  | 0  | 8  | 2  | +6  | 7   |
| Tailandia | 3  | 1  | 1  | 1  | 7  | 5  | +2  | 4   |
| Singapur  | 3  | 1  | 1  | 1  | 3  | 6  | −3  | 4   |
| Laos      | 3  | 0  | 1  | 2  | 3  | 8  | −5  | 1   |

| 18 de diciembre de 2002, 17:35 | Tailandia                              | 5 – 1 | Laos             | Esatadio Nacional, Singapur         |                                     |
|                                | Worrawoot 1' 24' · Kiatisuk 8' 83' 90' |       | Phaphouvanin 66' | Árbitro(s): Vijay Rahman (Singapur) | Árbitro(s): Vijay Rahman (Singapur) |

| 18 de diciembre de 2002, 20:05 | Singapur | 0 – 4 | Malasia                                    | Esatadio Nacional, Singapur                                                 |                                                                             |
|                                |          |       | Rizal 30' · Indra 49' 65' · Nizaruddin 69' | Asistencia: 45,000 espectadores Árbitro(s): Lee Young-chun (Korea Republic) | Asistencia: 45,000 espectadores Árbitro(s): Lee Young-chun (Korea Republic) |

| 20 de diciembre de 2002, 17:35 | Malasia                            | 3 – 1 | Tailandia    | Esatadio Nacional, Singapur         |                                     |
|                                | Rizal 45' · Hazman 66' · Indra 86' |       | Therdsak 23' | Árbitro(s): Luong The Tai (Vietnam) | Árbitro(s): Luong The Tai (Vietnam) |

| 20 de diciembre de 2002, 20:05 | Singapur                    | 2 – 1 | Laos             | Esatadio Nacional, Singapur                     |                                                 |
|                                | Alam Shah 6' · Noor Ali 52' |       | Phaphouvanin 19' | Árbitro(s): Midi Nitrorejo Setiyono (Indonesia) | Árbitro(s): Midi Nitrorejo Setiyono (Indonesia) |

| 22 de diciembre de 2002, 19:35 | Malasia          | 1 – 1 | Laos             | Estadio Bishan, Singapur                    |                                             |
|                                | Nizam 27' (pen.) |       | Phaphouvanin 29' | Árbitro(s): Lee Young-chun (Korea Republic) | Árbitro(s): Lee Young-chun (Korea Republic) |

| 22 de diciembre de 2002, 19:35 | Singapur     | 1 – 1 | Tailandia     | Esatadio Nacional, Singapur                                            |                                                                        |
|                                | Noor Ali 44' |       | Woorawoot 15' | Asistencia: 20,000 espectadores Árbitro(s): Jerry Andres (Philippines) | Asistencia: 20,000 espectadores Árbitro(s): Jerry Andres (Philippines) |

## Fase final
|  | Semifinales             | Semifinales             |       |         | Final                   | Final                   |  |
|  | 27 de diciembre de 2002 | 27 de diciembre de 2002 |       |         | 29 de diciembre de 2002 | 29 de diciembre de 2002 |  |
|  |                         |                         |       |         |                         |                         |  |
|  |                         |                         |       |         |                         |                         |  |
|  | Vietnam                 | 0                       |       |         |                         |                         |  |
|  | Tailandia               | 4                       |       |         |                         |                         |  |
|  |                         |                         |       |         |                         |                         |  |
|  |                         |                         |       |         |                         |                         |  |
|  |                         |                         |       |         | Tailandia               | 2 (4)                   |  |
|  |                         | Indonesia               | 2 (2) |         |                         |                         |  |
|  |                         |                         |       |         |                         |                         |  |
|  |                         |                         |       |         |                         |                         |  |
|  |                         |                         |       |         | Tercer lugar            |                         |  |
|  |                         |                         |       |         |                         |                         |  |
|  | Indonesia               | 1                       |       | Vietnam | 2                       |                         |  |
|  | Malasia                 | 0                       |       |         | Malasia                 | 1                       |  |

### Semifinales
| 27 de diciembre de 2002, 16:00 | Vietnam | 0 – 4 | Tailandia                                              | Estadio Gelora Bung Karno, Yakarta         |                                            |
|                                |         |       | Woorawoot 24' · Narongchai 42' · Manit 75' · Sakda 90' | Árbitro(s): Santhan Nagalingham (Singapur) | Árbitro(s): Santhan Nagalingham (Singapur) |

| 27 de diciembre de 2002, 19:00 | Indonesia   | 1 – 0 | Malasia | Estadio Gelora Bung Karno, Yakarta                                        |                                                                           |
|                                | Bambang 75' |       |         | Asistencia: 50,000 espectadores Árbitro(s): Abdulhameed Ibrahim (Bahrain) | Asistencia: 50,000 espectadores Árbitro(s): Abdulhameed Ibrahim (Bahrain) |

### Tercer lugar
| 29 de diciembre de 2002, 16:00 | Vietnam                            | 2 – 1 | Malasia   | Estadio Gelora Bung Karno, Yakarta    |                                       |
|                                | T. T. Giang 45' · N. M. Phương 59' |       | Indra 55' | Árbitro(s): Setiyono Midi (Indonesia) | Árbitro(s): Setiyono Midi (Indonesia) |

### Final
| 29 de diciembre de 2002, 19:00 | Indonesia                            | 2 – 2 (2 – 4 p.)           | Tailandia                           | Estadio Gelora Bung Karno, Yakarta                                             |                                                                                |
|                                | Yaris 46' · Gendut 79'               |                            | Chukiat 26' · Therdsak 38'          | Asistencia: 100,000 espectadores Árbitro(s): Subkhiddin Mohd Salleh (Malaysia) | Asistencia: 100,000 espectadores Árbitro(s): Subkhiddin Mohd Salleh (Malaysia) |
|                                |                                      | Tiros desde el punto penal |                                     |                                                                                |                                                                                |
|                                | Bambang · Sugiantoro · Sandy · Imran |                            | Kiatisuk · Sakda · Therdsak · Manit |                                                                                |                                                                                |

## Campeón
|                               |
| Bandera de Tailandia          |
| Campeón Tailandia 3.er título |

## Clasificación final
| Equipo | Equipo    | Pts | PJ | PG | PE | PP | GF | GC | Dif |
| ------ | --------- | --- | -- | -- | -- | -- | -- | -- | --- |
| 1      | Tailandia | 8   | 5  | 2  | 2  | 1  | 13 | 7  | +6  |
| 2      | Indonesia | 12  | 6  | 3  | 3  | 0  | 22 | 7  | +15 |
| 3      | Vietnam   | 13  | 6  | 4  | 1  | 1  | 21 | 12 | +9  |
| 4      | Malasia   | 7   | 5  | 2  | 1  | 2  | 9  | 5  | +4  |
| 5      | Birmania  | 7   | 4  | 2  | 1  | 1  | 13 | 5  | +8  |
| 6      | Singapur  | 4   | 3  | 1  | 1  | 1  | 3  | 6  | −3  |
| 7      | Camboya   | 3   | 4  | 1  | 0  | 3  | 5  | 18 | −13 |
| 8      | Laos      | 1   | 3  | 0  | 1  | 2  | 3  | 8  | −5  |
| 9      | Filipinas | 0   | 4  | 0  | 0  | 4  | 3  | 24 | −21 |

## Goleadores
8 goles
- Bambang Pamungkas

6 goles
- Zaenal Arif
- Lê Huỳnh Đức

4 goles
- Indra Putra Mahayuddin
- Worrawoot Srimaka

3 goles
- Hok Sochetra
- Visay Phaphouvanin
- Lwin Oo
- Kiatisuk Senamuang
- Huỳnh Hồng Sơn
- Trần Trường Giang

2 goles
- Ung Kanyanith
- Budi Sudarsono
- Sugiantoro
- Akmal Rizal Ahmad Rakhli
- Aung Kyaw Moe
- Zaw Zaw
- Zaw Htaik
- Tint Naing Tun Thein
- Mohd Noor Ali
- Therdsak Chaiman
- Nguyễn Minh Phương
- Trịnh Xuân Thành
- Đặng Phương Nam

1 gol
- Gendut Doni Christiawan
- Yaris Riyadi
- Imran Nahumarury
- Mohd Nizaruddin Yusof
- Mohd Nizam Jamil
- Tengku Hazman Raja Hassan
- Htay Aung
- Soe Lin Tun
- Richard Cañedo
- Ali Go
- Alfredo Razon Gonzalez
- Noh Alam Shah
- Chukiat Noosarung
- Narongchai Vachiraban
- Manit Noywech
- Sakda Joemdee
- Nguyễn Quốc Trung
- Phạm Văn Quyến
- Phan Văn Tài Em

Autogol
- Solomon Licuanan (ante Indonesia)